# Јована
Јована је женско име, варијантни облик је Јованка, име је хебрејског порекла. Има значење „Онај коме се Бог смиловао” и „Онај ко је Богу драг”. Грчком облику Ioanna недостаје средње х зато што на грчком /h/ може да буде само на почетку. Исус је имао две своје ученице са овим именом које су присуствовале његовом васкрснућу.